# Luisa de Medrano
Luisa de Medrano Bravo de Lagunas Cienfuegos, anomenada de vegades erròniament Lucía de Medrano (Atienza, Guadalajara, 9 d'agost de 1484-1527?), va ser una poeta, pensadora espanyola i professora de la Universitat de Salamanca, que va poder desenvolupar una activitat cultural de la qual les dones estaven excloses en aquells temps a Europa, pel fet que estava emparada per la reina Isabel I de Castella. La seva obra i tota menció de la seva existència sembla haver estat ordenada eliminar pel rei Carles I de Castella i només han subsistit tres fonts primàries que hi fan esment.